# Lista över kommunalråd i Göteborgs kommun
Lista över kommunalråd i Göteborgs kommun genom historien.
Göteborg har haft kommunalråd sedan 1955, men fram till 1966 gick de under titeln stadssekreterare. Göteborgs stad blev formellt Göteborgs kommun från och med den 1 januari 1971, men kallar sig fortfarande för stad.

## Stadssekreterare 1955–1959
Uppgifter hämtade från kommunalkalendern 1955.
| Stadssekreterare              | Stadssekreterare | Stadssekreterare  |
| ----------------------------- | ---------------- | ----------------- |
| I. Kulturavdelningen          | FP               | Gunnar Lindblad   |
| II. Socialavdelningen         | S                | Thure Höglund     |
| III. Stadsbyggnadsavdelningen | S                | Torsten Henrikson |
| IV. Industriavdelningen       | FP               | Alf Hermansson    |

## Stadssekreterare 1959–1963
Uppgifter hämtade från kommunalkalendern 1959.
| Stadssekreterare              | Stadssekreterare | Stadssekreterare            |
| ----------------------------- | ---------------- | --------------------------- |
| I. Kulturavdelningen          | FP               | Gunnar Lindblad (1959-1960) |
| I. Kulturavdelningen          | H                | Åke Norling (1960-1963)     |
| II. Socialavdelningen         | S                | Bertil Tholin               |
| III. Stadsbyggnadsavdelningen | S                | Torsten Henrikson           |
| IV. Industriavdelningen       | FP               | Alf Hermansson              |

## Stadssekreterare 1963–1967
Administrativa avdelningen inrättades 1964. Uppgifter hämtade från kommunalkalendrarna 1963 och 1965
| Stadssekreterare              | Stadssekreterare | Stadssekreterare          |
| ----------------------------- | ---------------- | ------------------------- |
| I. Kulturavdelningen          | H                | Åke Norling               |
| II. Socialavdelningen         | S                | Bertil Tholin (1963-1964) |
| II. Socialavdelningen         | S                | Bengt Hedlund (1964-1967) |
| III. Stadsbyggnadsavdelningen | S                | Torsten Henrikson         |
| IV. Industriavdelningen       | FP               | Alf Hermansson            |
| V. Administrativa avdelningen | S                | Arne Berggren (1964-1967) |

## Kommunalråd 1967–1971
Uppgifter hämtade från kommunalkalendern 1967.
| Kommunalråd                   | Kommunalråd | Kommunalråd       |
| ----------------------------- | ----------- | ----------------- |
| I. Kulturavdelningen          | H           | Åke Norling       |
| II. Socialavdelningen         | S           | Bengt Hedlund     |
| III. Stadsbyggnadsavdelningen | S           | Torsten Henrikson |
| IV. Industriavdelningen       | FP          | Alf Hermansson    |
| V. Administrativa avdelningen | S           | Arne Berggren     |

## Kommunalråd 1971–1973
Uppgifter hämtade från kommunalkalendern 1971.
| Kommunalråd | Kommunalråd | Kommunalråd      |
| --- | ----------- | ---------------- |
| Kommunalrådsområde I: Utbildning, kultur och fritidsaktiviteter | FP          | Bertil Hansson   |
| Kommunalrådsområde II: Hälsovård, sjukvård och socialvård | S           | Bengt Hedlund    |
| Kommunalrådsområde III: Bostadsförsörjning och teknisk försörjning | S           | Sven Hulterström |
| Kommunalrådsområde IV: Näringsliv, kommunikationer och skyddsåtgärder. | M           | Åke Norling      |
| Kommunalrådsområde V: Samordning av frågor rörande angränsande län, Stor-Göteborg och regionen samt markanvändningsplanering inkl. övergripande miljövårdsplanering                        | S           | Erik Johannesson |
| Kommunalrådsområde VI: Finansiell planering, likviditetsplanering, personalplanering, lokalplanering, administrativt utvecklingsarbete, effektivitetskontroll samt administrativa ärenden. | FP          | Holger Bergqvist |
| Kommunalrådsområde VII: Ledning och samordning av kommunstyrelsens verksamhet samt allmänna planeringsförutsättningar och samordning av programverksamheten.                               | FP          | Lennart Ström    |

## Kommunalråd 1973–1976
Uppgifter hämtade från kommunalkalendern 1974.
| Kommunalråd | Kommunalråd | Kommunalråd      |
| --- | ----------- | ---------------- |
| Kommunalrådsområde I: Utbildning, kultur och fritidsaktiviteter | C           | Werner Wessberg  |
| Kommunalrådsområde II: Hälsovård, sjukvård och socialvård | S           | Bengt Hedlund    |
| Kommunalrådsområde III: Bostadsförsörjning och teknisk försörjning | S           | Sven Hulterström |
| Kommunalrådsområde IV: Näringsliv, kommunikationer och skyddsåtgärder. | M           | Åke Norling      |
| Kommunalrådsområde V: Samordning av frågor rörande angränsande län, Stor-Göteborg och regionen samt markanvändningsplanering inkl. övergripande miljövårdsplanering                       | S           | Erik Johannesson |
| Kommunalrådsområde VI: Finansiell planering, likviditetsplanering, personalplanering, lokalplanering, administrativt utvecklingsarbete, effektivitetskontroll samt administrativa ärenden | FP          | Holger Bergqvist |
| Kommunalrådsområde VII: Ledning och samordning av kommunstyrelsens verksamhet samt allmänna planeringsförutsättningar och samordning av programverksamheten                               | FP          | Lennart Ström    |

## Kommunalråd 1976–1979
Uppgifter hämtade från kommunalkalendern 1977. Av uppgifterna i kommunalkalendern framgår inte någon särskild ansvarsfördelnng mellan kommunalråden under denna mandatperiod, även om det troligen fanns någon form av ansvarsfördelning.
| Kommunalråd | Kommunalråd | Kommunalråd      |
| ----------- | ----------- | ---------------- |
|             | S           | Sven Hulterström |
|             | FP          | Lennart Ström    |
|             | S           | Bengt Hedlund    |
|             | M           | Åke Norling      |
|             | S           | Erling Sundwall  |
|             | C           | Werner Wessberg  |
|             | S           | Barbro Jansson   |
|             | FP          | Bertil Hansson   |
|             | S           | Gunnar Larsson   |

## Kommunalråd 1979–1982
Uppgifter hämtade från kommunalkalendern 1980.
| Kommunalråd                                                                   | Kommunalråd | Kommunalråd       |
| ----------------------------------------------------------------------------- | ----------- | ----------------- |
| Opposition                                                                    | S           | Sven Hulterström  |
| Opposition                                                                    | S           | Erling Sundwall   |
| Ansvarsområde IV: Allmänna kulturfrågor, miljövårdsfrågor m.m.                | C           | Werner Wessberg   |
| Ansvarsområde II: Undervisning, allmänna sociala frågor, m.m.                 | FP          | Rune Zachrisson   |
| Opposition                                                                    | S           | Gunnar Larsson    |
| Ansvarsområde V: Mark- och fastighetsfrågor, bostadsförsörjning m.m.          | M           | Lars-Åke Skager   |
| Ansvarsområde I: Sjukvårdsfrågor, omsorger om psykiskt utvecklingsstörda m.m. | M           | Bengt Mollstedt   |
| Ansvarsområde III: Kollektivtrafik, gatuväsen, vatten- och avloppsfrågor m.m. | FP          | Lennart Olsson    |
| Opposition                                                                    | VPK         | Berit Jóhannesson |

## Kommunalråd 1982–1985
Uppgifter hämtade från kommunalkalendern 1983.
| Kommunalråd | Kommunalråd | Kommunalråd       |
| --- | ----------- | ----------------- |
| rotel 1: Finansiell planering, årsbudget och verksamhetsplaner, övergripande förvaltningsfrågor                   | S           | Sven Hulterström  |
| rotel 2: Hamnverksamhet, turism, marknadsföring av kommunen                                                       | M           | Lars-Åke Skager   |
| rotel 3: Näringslivsfrågor, allmänna arbetskraftsoch sysselsättningsfrågor, övergripande bolagsfrågor             | S           | Sören Mannheimer  |
| rotel 4: Sjukvårdsfrågor                                                                                          | M           | Bengt Mollstedt   |
| rotel 5: Sjukvårdsfrågor                                                                                          | S           | Göran Axell       |
| rotel 6: Översiktlig markanvändningsplanering, stadsplanefrågor, trafiknämndsärenden, gatuväsen, parkeringsfrågor | S           | Erling Sundwall   |
| rotel 7: Allmänna sociala frågor, äldreomsorg, barnomsorg                                                         | S           | Ingela Tuvegren   |
| rotel 8: Teknisk försörjning, energi- och miljöfrågor                                                             | FP          | Lennart Olsson    |
| rotel 9: Fritids- och kulturfrågor                                                                                | VPK         | Berit Jóhannesson |

## Kommunalråd 1985–1998
Uppgifter hämtade från kommunalkalendern 1986.
| Kommunalråd                                                                                      | Kommunalråd | Kommunalråd       |
| ------------------------------------------------------------------------------------------------ | ----------- | ----------------- |
| rotel 1: Finansiell planering, årsbudget och verksamhetsplaner, övergripande förvaltningsfrågor. | S           | Sören Mannheimer  |
| rotel 2: Regionala frågor, marknadsföring och turism                                             | M           | Lars-Åke Skager   |
| rotel 3: Stadsbyggnadsfrågor, stadsplanering, markanvändning och miljö                           | S           | Gunnar Larsson    |
| rotel 4: Sjukvårdsfrågor                                                                         | S           | Göran Axell       |
| rotel 5: Sjukvårdsfrågor                                                                         | M           | Jan Hallberg      |
| rotel 6: Utbildningsfrågor, högskola, skola, bildningsverksamhet m.m.                            | FP          | Rune Zachrisson   |
| rotel 7: Sociala frågor, barnomsorg, äldreomsorg m.m.                                            | S           | Ingela Tuvegren   |
| rotel 8: Fritids- och kulturfrågor                                                               | VPK         | Berit Jóhannesson |
| rotel 9: Kollektivtrafik, personal- och arbetsmarknadsfrågor                                     | S           | Erling Sundwall   |
| rotel 10: Teknisk försörjning, energi- och miljöfrågor                                           | FP          | Lennart Olsson    |

## Kommunalråd 1988–1991
Uppgifter hämtade från kommunalkalendern 1990.
| Kommunalråd                                                               | Kommunalråd | Kommunalråd      |
| ------------------------------------------------------------------------- | ----------- | ---------------- |
| rotel 1: Ekonomi, budget och bolag                                        | S           | Göran Johansson  |
| rotel 2: Marknadsfrågor, näringspolitik och turism                        | M           | Lars-Åke Skager  |
| rotel 3: Stadsbyggnadsfrågor, stadsplanering och markanvändning           | S           | Leif Blomqvist   |
| rotel 4: Sjukvårdsfrågor                                                  | S           | Sven Hulterström |
| rotel 5: Sjukvårdsfrågor                                                  | M           | Jan Hallberg     |
| rotel 6: Utbildnings- och skolfrågor, regionala frågor' och länsavdelning | FP          | Rune Zachrisson  |
| rotel 7: Stadsdelsnämndfrågor, personal- och servicenämnd                 | S           | Lars Johansson   |
| rotel 8: Miljöteknisk försörjning, vatten, avlopp och renhållning         | Mp          | Michael Berggren |
| rotel 9: Kollektivtrafik och miljöfrågor                                  | S           | Kerstin Svenson  |
| rotel 10: Fritids- och kulturfrågor                                       | VPK         | Maria Hinnerson  |
| rotel 11: Teknisk försörjning, energi, gator m m                          | FP          | Lennart Olsson   |

## Kommunalråd 1991–1994
Uppgifter hämtade från kommunalkalendern 1992.
| Kommunalråd                                              | Kommunalråd | Kommunalråd               |
| -------------------------------------------------------- | ----------- | ------------------------- |
| rotel 1: Budget, resultatuppföljning och bolag           | M           | Johnny Magnusson          |
| rotel 2: Personalfrågor, näringsliv och region           | S           | Göran Johansson           |
| rotel 3: SDN-frågor, förnyelse av den offentliga sektorn | FP          | Rune Zachrisson           |
| rotel 4: Sjukvård                                        | M           | Jan Hallberg              |
| rotel 5: Sjukvård                                        | S           | Sven Hulterström          |
| rotel 6: Stadsbyggnad, bostäder och markförsörjning      | M           | Lisbeth Grönfeldt Bergman |
| rotel 7: Kultur                                          | FP          | Margita Björklund         |
| rotel 8: Miljö                                           | S           | Kerstin Svenson           |
| rotel 9: Tekniska verk och kommunikationer               | S           | Leif Blomqvist            |

## Kommunalråd 1994–1998
Uppgifter hämtade från kommunalkalendern 1997.
| Kommunalråd                                                                 | Kommunalråd | Kommunalråd               |
| --------------------------------------------------------------------------- | ----------- | ------------------------- |
| med rotelansvar: Ekonomi, region, näringsliv och bolag                      | S           | Göran Johansson           |
| med rotelansvar: Stadsdelsnämnder, invandrarnämnd och överförmyndarnämnd    | S           | Lars Johansson            |
| med rotelansvar: Beställarnämnd sjukvården, tandvårdsnämnd                  | S           | Owe Nilsson               |
| med rotelansvar: Primärvårdsnämnd, folkhälsodelegation och fritidsnämnd     | S           | Kerstin Alnebratt         |
| med rotelansvar: Miljödelegation, miljönämnd, trafiknämnd och byggnadsnämnd | S           | Leif Blomqvist            |
| med rotelansvar: Utbildningsnämnd och kulturnämnd                           | S           | Vivi-Ann Nilsson          |
| med rotelansvar: Lokal arbetsmarknadspolitik, internationella frågor        | S           | Endrick Schubert          |
| med rotelansvar: Personalnämnd, IT, kulturinstitutioner                     | S           | Solveig Lindström         |
| Opposition                                                                  | M           | Johnny Magnusson          |
| Opposition                                                                  | M           | Jan Hallberg              |
| Opposition                                                                  | M           | Lisbeth Grönfeldt Bergman |
| Opposition                                                                  | M           | Agneta Granberg           |
| Opposition                                                                  | FP          | Margita Björklund         |
| Opposition                                                                  | MP          | Claes Roxbergh            |
| Opposition                                                                  | V           | Jan-Åke Ryberg            |

## Kommunalråd 1998–2002
Uppgifter hämtade från kommunalkalendern 2000.
| Kommunalråd                                                                                    | Kommunalråd | Kommunalråd               |
| ---------------------------------------------------------------------------------------------- | ----------- | ------------------------- |
| med rotelansvar: Ekonomi, region, näringsliv, bolag, internationella frågor och högskolefrågor | S           | Göran Johansson           |
| med rotelansvar: Stadsdelsnämnder samt personalfrågor                                          | S           | Solveig Lindström         |
| med rotelansvar: Stadsdelsnämnder samt jämställdhetsfrågor                                     | V           | Eva Olofsson              |
| med rotelansvar: Trafkfrågor, stadsbyggnads- och fastighetsfrågor                              | S           | Leif Blomqvist            |
| med rotelansvar: Ungdomsutbildning och kultur                                                  | S           | Vivi-Ann Nilsson          |
| med rotelansvar: Miljö- och konsumentfrågor                                                    | MP          | Claes Roxbergh            |
| med rotelansvar: Arbetsmarknad, sysselsättning och vuxenutbildning                             | V           | Rune Hjälm                |
| Opposition                                                                                     | M           | Jan Hallberg              |
| Opposition                                                                                     | M           | Agneta Granberg           |
| Opposition                                                                                     | M           | Lisbeth Grönfeldt Bergman |
| Opposition                                                                                     | M           | John Rignell              |
| Opposition                                                                                     | FP          | Lars Eklund               |
| Opposition                                                                                     | FP          | Margita Björklund         |

## Kommunalråd 2002–2006
Uppgifter hämtade från Vårt Göteborg.
| Kommunalråd                                                        | Kommunalråd | Kommunalråd                 |
| ------------------------------------------------------------------ | ----------- | --------------------------- |
| med rotelansvar: ekonomi, näringsliv, bolag, SDN-samordning        | S           | Göran Johansson             |
| med rotelansvar: kultur                                            | S           | Vivi-Ann Nilsson 2002-2004  |
| med rotelansvar: kultur                                            | S           | Ewelina Tokarczyk 2005-2006 |
| med rotelansvar: förskola, grundskola, gymnasium                   | S           | Frank Andersson             |
| med rotelansvar: stadsbyggnad, trafik                              | S           | Anneli Hulthén              |
| med rotelansvar: personal, kvalitet                                | S           | Endrick Schubert            |
| med rotelansvar: jämställdhetsfrågor, äldreomsorg, funktionshinder | V           | Eva Olofsson                |
| med rotelansvar: miljö, kretslopp, konsument                       | MP          | Kia Andreasson              |
| Opposition                                                         | M           | Jan Hallberg                |
| Opposition                                                         | M           | Agneta Granberg             |
| Opposition                                                         | M           | Susanna Haby                |
| Opposition                                                         | FP          | Erik Lithander              |
| Opposition                                                         | FP          | Helene Odenjung             |
| Opposition                                                         | KD          | Carina Liljesand            |

## Kommunalråd 2006–2010
Uppgifter hämtade från Vårt Göteborg.
| Kommunalråd                                                                                        | Kommunalråd | Kommunalråd       |
| -------------------------------------------------------------------------------------------------- | ----------- | ----------------- |
| med rotelansvar för ekonomi, bolag, SDN-samordning, näringsliv och internationella frågor          | S           | Göran Johansson   |
| med rotelansvar för stadsbyggnad och trafik                                                        | S           | Anneli Hulthén    |
| med rotelansvar för fritidsfrågor. Tog dessutom över kulturfrågorna när Ewelina Tokarczyk slutade. | S           | Helena Nyhus      |
| med rotelansvar för personal- och kvalitetsfrågor                                                  | S           | Endrick Schubert  |
| med rotelansvar för kultur. Lämnade sitt uppdrag i början av 2007.                                 | S           | Ewelina Tokarczyk |
| med rotelansvar för förskola, grundskola, gymnasium samt jämställdhetsfrågor                       | V           | Marie Lindén      |
| med rotelansvar för miljö, kretslopp och konsumentfrågor                                           | MP          | Kia Andreasson    |
| Opposition                                                                                         | M           | Jan Hallberg      |
| Opposition                                                                                         | M           | Agneta Granberg   |
| Opposition                                                                                         | M           | Susanna Haby      |
| Opposition                                                                                         | M           | Jonas Ransgård    |
| Opposition                                                                                         | FP          | Helene Odenjung   |
| Opposition                                                                                         | KD          | Carina Liljesand  |

## Kommunalråd och biträdande kommunalråd 2010–2014
Uppgifter hämtade från Vårt Göteborg.
| Kommunalråd | Kommunalråd | Kommunalråd           |
| --- | ----------- | --------------------- |
| Ekonomiska gruppen, med rotelansvar näringsliv, utvecklingsfrågor, infrastruktur, internationellt, turism           | S           | Anneli Hulthén        |
| Ekonomiska gruppen, med rotelansvar personal-jämställdhet, arbetsmarknad, vuxenutbildning                           | V           | Mats Pilhem           |
| Ekonomiska gruppen, med rotelansvar kultur, mänskliga rättigheter, jämställdhet, integration, funktionshinder, HBTQ | MP          | Thomas Martinsson     |
| Ekologiska gruppen, ersättare (biträdande kommunalråd) med rotelansvar stadsbyggnad                                 | S           | Mats Arnsmar          |
| Ekologiska gruppen, med rotelansvar miljö-klimat, konsument, folkhälsa                                              | MP          | Kia Andreasson        |
| Ekologiska gruppen, med rotelansvar park-natur, kretslopp                                                           | S           | Marina Johansson      |
| Ekologiska gruppen, med rotelansvar trafik, mark och bostad                                                         | S           | Owe Nilsson           |
| Sociala gruppen, ersättare (biträdande kommunalråd) med rotelansvar barn, unga, äldre, fritid                       | S           | Anna Johansson        |
| Sociala gruppen, med rotelansvar social resurs, trygghet, folkhälsa                                                 | S           | Dario Espiga          |
| Sociala gruppen, ersättare (biträdande kommunalråd) med rotelansvar utbildning, förskola                            | S           | Robert Hammarstrand   |
| Opposition | M           | Jonas Ransgård        |
| Opposition | M           | Kristina Tharing      |
| Opposition | M           | Maria Rydén           |
| Opposition | FP          | Helene Odenjung       |
| Opposition | M           | Martin Wannholt       |
| Opposition | KD          | David Lega            |
| Opposition, ersättare (biträdande kommunalråd)                                                                      | M           | Hampus Magnusson      |
| Opposition, ersättare (biträdande kommunalråd)                                                                      | FP          | Ann Catrine Fogelgren |

## Kommunalråd och biträdande kommunalråd 2014–2018
Uppgifter hämtade från Vårt Göteborg.
| Kommunalråd                                                       | Kommunalråd | Kommunalråd                            |
| ----------------------------------------------------------------- | ----------- | -------------------------------------- |
| Kommunalråd, kommunstyrelsens ordförande                          | S           | Anneli Hulthén (2014-mars 2016)        |
| Kommunalråd, kommunstyrelsens ordförande                          | S           | Ann-Sofie Hermansson (april 2016-2018) |
| Kommunalråd, kommunstyrelsens förste vice ordförande              | MP          | Ulf Kamne                              |
| Kommunalråd                                                       | V           | Daniel Bernmar                         |
| Kommunalråd                                                       | S           | Dario Espiga                           |
| Kommunalråd                                                       | S           | Marina Johansson                       |
| Kommunalråd                                                       | S           | Johan Nyhus                            |
| Kommunalråd i opposition, kommunstyrelsens andre vice ordförande  | M           | Jonas Ransgård                         |
| Kommunalråd i opposition, kommunstyrelsens tredje vice ordförande | FP          | Helene Odenjung                        |
| Kommunalråd i opposition                                          | KD          | David Lega                             |
| Kommunalråd i opposition                                          | M           | Kristina Tharing                       |
| Kommunalråd i opposition                                          | M           | Maria Rydén                            |
| Kommunalråd i opposition                                          | –           | Martin Wannholt                        |
| Kommunalråd i opposition                                          | SD          | Lars Hansson                           |
| ersättare (biträdande kommunalråd)                                | MP          | Karin Pleijel                          |
| ersättare (biträdande kommunalråd)                                | S           | Mariya Voyvodova                       |
| ersättare (biträdande kommunalråd i opposition)                   | M           | Hampus Magnusson                       |
| ersättare (biträdande kommunalråd)                                | S           | Conny Johansson                        |
| ersättare (biträdande kommunalråd i opposition)                   | L           | Ann Catrine Fogelgren                  |

De socialdemokratiska biträdande kommunalråden ersattes under mandatperioden av 
| - Jonas Attenius (S) - Tord Karlsson (S) |

## Kommunalråd och biträdande kommunalråd 2019–2022
| Kommunalråd            | Kommunalråd | Kommunalråd                  |
| ---------------------- | ----------- | ---------------------------- |
| Styrande minoritet     | M           | Axel Josefson                |
| Styrande minoritet     | M           | Hampus Magnusson             |
| Styrande minoritet     | L           | Axel Darvik                  |
| Styrande minoritet     | C           | Emmyly Bönfors               |
| Opposition             | V           | Daniel Bernmar               |
| Opposition             | V           | Grith Fjeldmose              |
| Opposition             | MP          | Karin Pleijel                |
| Opposition             | S           | Blerta Hoti                  |
| Opposition             | S           | Marina Johansson             |
| Opposition             | S           | Jonas Attenius               |
| Opposition             | D           | Martin Wannholt              |
| Opposition             | D           | Jessica Blixt                |
| Opposition             | SD          | Jörgen Fogelklou             |
| Biträdande kommunalråd |             |                              |
| Styrande minoritet     | M           | Nina Miskovsky               |
| Styrande minoritet     | KD          | David Lega (2019)            |
| Styrande minoritet     | KD          | Elisabet Lann (2019-2022)    |
| Opposition             | S           | Viktoria Tryggvadottir Rolka |
| Opposition             | V           | Jenny Broman                 |
| Opposition             | –           | Henrik Munck                 |

## Kommunalråd 2022–2026
Uppgifter hämtade från Göteborgs kommuns förtroendemannaregister på Internet.
| Kommunalråd och ledamöter i kommunstyrelsen | Kommunalråd och ledamöter i kommunstyrelsen | Kommunalråd och ledamöter i kommunstyrelsen |
| --- | ------------------------------------------- | ------------------------------------------- |
| Styrande minoritet; kommunstyrelsens ordförande | S                                           | Jonas Attenius                              |
| Styrande minoritet, ansvarsområden: Grundskola, gymnasium och intraservice | S                                           | Viktoria Tryggvadottir Rolka                |
| Styrande minoritet, ansvarsområden: Förskola, kultur, nationella minoriteter | S                                           | Blerta Hoti                                 |
| Styrande minoritet, ansvarsområden: Äldrefrågor, vård och omsorg | S                                           | Marina Johansson                            |
| Styrande minoritet, kommunstyrelsens förste vice ordförande; ansvarsområden: Idrott- och föreningsfrågor, demokrati, evenemang, mänskliga rättigheter, jämlikhet och jämställdhet | V                                           | Daniel Bernmar                              |
| Styrande minoritet, ansvarsområden: Sociala frågor inklusive socialtjänst | V                                           | Jenny Broman                                |
| Styrande minoritet, ansvarsområden: Miljö, klimat, stadsmiljö inklusive trafik, kretslopp och vatten samt inköp och upphandling                                                   | MP                                          | Karin Pleijel                               |
| Opposition, kommunstyrelsens andre vice ordförande; ansvarsområden: Ekonomi, trygghet och näringsliv                                                                              | M                                           | Axel Josefson                               |
| Opposition, ansvarsområden: Stadsutveckling | M                                           | Hampus Magnusson                            |
| Opposition, ansvarsområden: Samtliga ansvarsområden | D                                           | Martin Wannholt                             |
| Opposition, ansvarsområden: Samtliga ansvarsområden | L                                           | Axel Darvik                                 |
| Opposition, ansvarsområden: Samtliga ansvarsområden | KD                                          | Elisabet Lann                               |
| Opposition, ansvarsområden: Samtliga ansvarsområden | SD                                          | Jörgen Fogelklou                            |
| Kommunalråd och ersättare i kommunstyrelsen |                                             |                                             |
| Styrande minoritet, ansvarsområden: Stadsbyggnad, bostäder, trafikplanering, exploatering och kommunala lokaler                                                                   | S                                           | Johannes Hulter                             |
| Styrande minoritet, ansvarsområden: Personalfrågor, funktionsrätt, arbetsmarknad och vuxenutbildning                                                                              | V                                           | Marie Brynolfsson                           |
| Opposition, ansvarsområden: Social omsorg, lokala trygghetsfrågor, arbete, funktionsstöd och mänskliga rättigheter (förutom nationella minoriteter)                               | M                                           | Nina Miskovsky                              |
| Opposition, ansvarsområden: Förskola, skola, äldre, vård och omsorg, kultur, personal, idrott och förening                                                                        | M                                           | Anneli Rhedin                               |
| Opposition, ansvarsområden: Samtliga ansvarsområden | C                                           | Emmyly Bönfors                              |